# Dianthus subacaulis
Dianthus subacaulis är en nejlikväxtart. Dianthus subacaulis ingår i släktet nejlikor, och familjen nejlikväxter.

## Underarter
Arten delas in i följande underarter:
- D. s. cantabricus
- D. s. subacaulis

## Bildgalleri

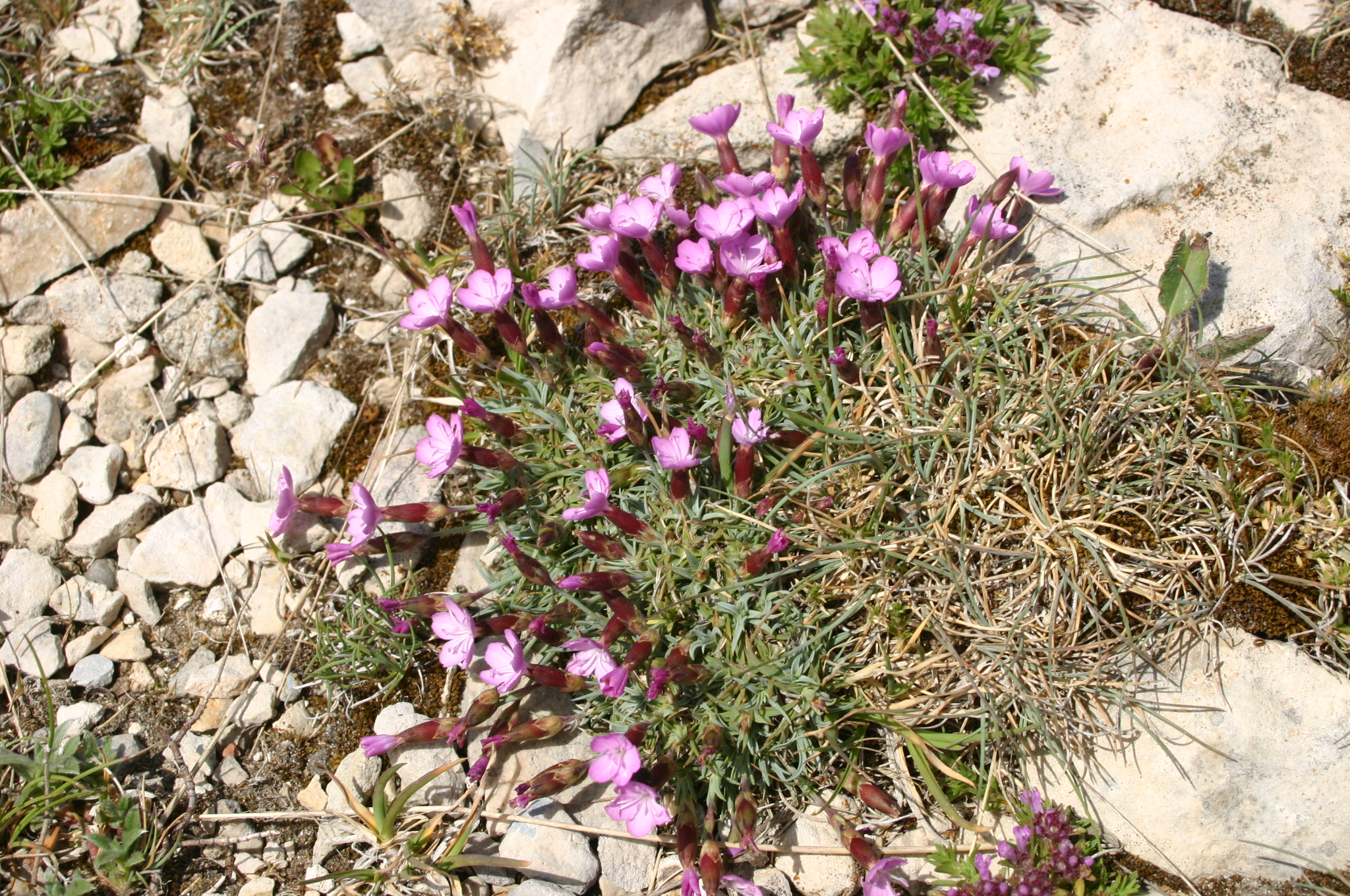
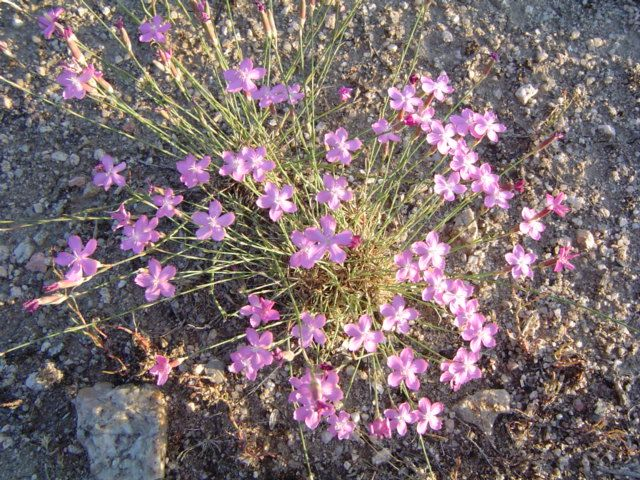
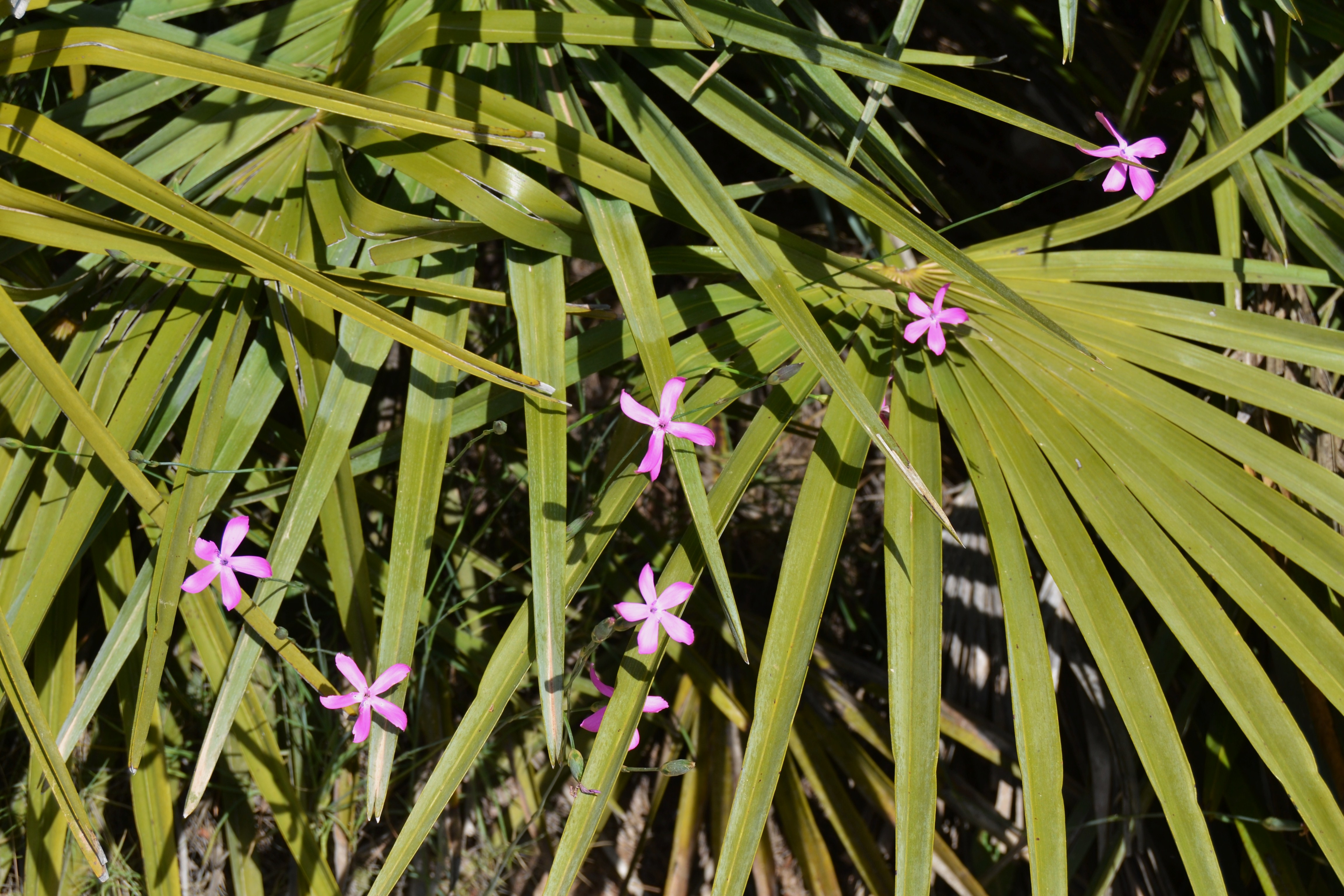